# Hung (série télévisée)
Pour les articles homonymes, voir Hung.
Hung ou Le Réjouisseur au Québec est une série télévisée américaine en trente épisodes de 28 minutes créée par Dmitry Lipkin et Colette Burson, diffusée entre le 28 juin 2009 et le 4 décembre 2011 sur HBO.
En France, la série est diffusée depuis le 1er décembre 2009 sur Orange Cinémax, puis sur Série Club depuis le 28 mars 2011, au Québec à partir du 3 janvier 2010 à Super Écran sous son titre original, puis en clair à partir du 6 janvier 2011 sur ARTV, en Belgique depuis le 30 septembre 2010 sur BeTV, puis sur La Une depuis le 17 mars 2011, et en Suisse depuis le 21 novembre 2010 sur TSR1.

## Synopsis
Cette série met en scène Ray Drecker, la quarantaine et entraîneur de baseball, qui voit ses dettes prendre le dessus dans sa vie monotone. Il décide alors de profiter de son unique atout, son anatomie hors du commun, et devient gigolo. 
Fréquentant peu de femmes, il décide de recourir aux services d'une proxénète improvisée, Tanya, pour promouvoir ses services. Celle-ci fera notamment appel à Lenore, une conseillère de mode qui a ses entrées chez les femmes fortunées de la ville. 
Par ailleurs, Ray doit composer avec les traits de caractères de son ex-épouse Jessica, tout comme avec les problèmes sentimentaux et d'identité de ses deux enfants adolescents, Damon et Darby.

## Distribution

### Acteurs principaux
- Thomas Jane (VF : Éric Herson-Macarel) : Ray Drecker
- Jane Adams (VF : Marie-Laure Dougnac) : Tanya Skagle
- Rebecca Creskoff (VF : Frédérique Tirmont) : Lenore Bernard
- Anne Heche (VF : Laurence Dourlens) : Jessica Haxon
- Eddie Jemison (VF : Emmanuel Rausenberger) : Ronnie Haxon
- Charlie Saxton (en) (VF : Brice Ournac) : Damon Drecker
- Sianoa Smit-McPhee (en) (VF : Béatrice de La Boulaye) : Darby Drecker
- Gregg Henry (VF : Loïc Houdré) : Mike Hunt

### Acteurs récurrents
- Steve Hytner (en) (VF : Edgar Givry) : Floyd Gerber (saison 1)
- Marylouise Burke (en) (VF : Danièle Hazan) : Lottie (saison 1)
- Loren Lester (en) (VF : Tony Joudrier) : Howard Koontz
- Alanna Ubach (VF : Armelle Gallaud) : Yael Koontz
- Gina Hecht (VF : Hélène Lausseur) : la principale Rhonda Barr (saison 1)
- Natalie Zea (VF : Céline Monsarrat) : Jemma (saison 1)
- Lauren Weedman (VF : Marjorie Frantz) : Patty « la chaudasse »
- Joshua Leonard (VF : Adrien Antoine) : Pierce (saison 1)
- Rhea Perlman (VF : Marie-Martine) : Vera-Joan Skagle (saison 1)
- Kathryn Hahn (VF : Agnès Cirasse) : Claire (saison 2)
- Lennie James (VF : Frantz Confiac) : Charlie (saison 2)
- Lio Tipton (VF : Caroline Espargilière) : Sandee (créditée Analeigh Tipton, saison 3)
- Stephen Amell (VF : Sébastien Desjours) : Jason (saison 3)

Version française
- Société de doublage : Chinkel
- Direction artistique : Nathalie Raimbault
- Adaptation des dialogues : Christian Niemiec, Ludovic Manchette et Sébastien Manchette
- Enregistrement et mixage : Françoise Trouy et Julie Tribout
- Chargé de production : Yves Dorembus

 Source et légende : version française (VF) sur RS Doublage et DSD (Doublage Séries Database)

## Production
Le 20 décembre 2011, HBO annule la série,.

## Épisodes

### Première saison (2009)
1. Pilote (Pilot)
2. Grosse saucisse ou Je suis pas une romantique (Great Sausage or Can I Call you Dick?)
3. Et c'est moi le pervers ? ou Je vous trouve sexy (Strange Friends or The Truth Is, You're Sexy)
4. La Poutre ou Tu es un Dieu ! (The Pickle Jar)
5. Danse, marionnette ! ou Je t'aime, moi aussi (Do It, Monkey)
6. Mauvaise Passe ou Une amie de papa (Doris is Dead or Are We Rich or Are We Poor?)
7. La Fleur Rita ou L'Indélébile pestilence (The Rita Flower or The Indelible Stench)
8. Je m'en fous de ton cœur ou Tu jouis juste comme il faut (Thith Ith a Prothetic or You Come Just Right)
9. La Langue, ça peut aider ou J’ai le pouvoir ! (This is America or Fifty Bucks)
10. Une partie à trois ou Le Rêve américain (A Dick and a Dream or Fight the Honey)

### Deuxième saison (2010)
1. Juste le bout (Just the Tip)
2. Tucson est l'antichambre de la baise (Tuscon is the Gateway to Dick or This is Not Sexy)
3. Sers-toi de ton mental comme d'un flingue ou Bang Bang Bang Bang ! Enfoirée de mes deux (Mind Bullets or Bang Bang Bang Bang Motherfucker)
4. Joyeux Anniversaire ou Le Marbre (Sing it Again, Ray or Home Plate)
5. Amniotique ou Merci, Jimmy (A Man, a Plan or Thank You, Jimmy Carter)
6. Au royaume des castors (Beaverland)
7. C'est compliqué le Moyen-Orient (The Middle East is Complicated)
8. Tu touches au but ou L'Allergie (Third Base or The Rash)
9. Du fric avec des sentiments ou C'est à moi qu'elle est allergique (Fat Off My Love or I'm the Allergen)
10. On est quitte ou Le Gosse le plus veinard de Détroit (Even Steven or Luckiest Kid in Detroit)

### Troisième saison (2011)
La série a été renouvelée pour une dernière saison de dix épisodes, diffusée à partir du 2 octobre 2011.
1. Garde espoir en Détroit ou Monté comme un cheval (Don't Give Up on Detroit or Hung Like a Horse)
2. Prends le gâteau ou T'as du matos ? (Take the Cake or Are You Packing?)
3. Monsieur Drecker ou Molo sur le passage à tabac (Mister Drecker or Ease Up on the Whup-Ass)
4. Baisez-moi Monsieur Drecker ou Evitons d'aller en prison (Fuck Me, Mr Drecker or Let's Not Go to Jail)
5. On assure ou Virée nocturne (We're Golden or Crooks and Big Beaver)
6. Du fric qui tombe du ciel (Money on the Floor)
7. Ce qui se passe en bas ou Mangez pas Prince Charlie (What's Going on Downstairs? or Don't Eat Prince Eric!)
8. Moi, Sandee ou Ce sexe qui est multiple (I, Sandee or This Sex. Which Is. Not One.)
9. Un singe qui s'appelle Simien ou Ça va pas plaire à Frances (A Monkey Named Siminan or Frances is Not a Fan)
10. Les Bêtes à cornes (The Whole Beefalo)

## Commentaires
- Hung peut se traduire littéralement en français par « bien monté ».
- L'acteur principal de la série, Thomas Jane, annonce sur son compte twitter le 23 décembre 2011 que la série pourrait continuer sous un autre titre : « On HUNG: we're changing the names & going to a diff network. What should the new title be? My vote- PACKIN' » (Sur Hung: nous allons changer le nom et aller sur une autre chaîne. Quel devrait être le nouveau titre ? Mon choix- Packin').
- Thomas Jane et Eddie Jemison ont déjà joué ensemble dans le film "The Punisher".

## Anecdote
Dans une interview, Thomas Jane a expliqué que Ray (9 pouces = 23 cm) et sa propre taille de pénis de 7 pouces (17,7 cm étaient un modèle idéal et un modèle pour les téléspectateurs masculins : « J'ai eu plus de gars qui regardaient mon entrejambe que de filles. [...] En plus, si vous voulez vraiment pour voir mon pénis, je vais vous le montrer. En fait, quelqu'un à une fête m'a dit: "Hé, voyons votre pénis", et je l'ai sorti. ».